# Воскобойников, Иван Моисеевич
Ива́н Моисе́евич Воскобо́йников (9 мая 1926 ― 12 июля 2018) ― советский и российский общественный деятель, участник Великой Отечественной войны, работник Амурского судостроительного завода, почётный гражданин города Комсомольск-на-Амуре (2017).

## Биография
Родился 9 мая 1926 года в колхозе Красный Хутор Боброводворского района Курской области в крестьянской семье. В начале Великой Отечественной войны ему исполнилось пятнадцать лет. Начал свою трудовую деятельность в родном колхозе наравне со взрослыми. 1 мая 1943 года был призван на действительную военную службу в Красную Армию. С 5 июля 1943 по 1 мая 1945 года принимал участие в боевых действиях на фронтах Великой Отечественной войны. Воевал на Воронежском, Западном, 1-м Украинском фронтах в составе 196 зенитно-артиллерийского полка, 2-й орудийный номер (заряжающий). Принимал участие в освобождении городов: Киева, Харькова. С августа по сентябрь 1945 года был переброшен на Дальний Восток, участвовал в войне с милитаристской Японией в составе 29 отдельной зенитной артиллерийской бригады, командир отделения, сержант.
После окончания военных действий продолжил служить в Советской Армии до 1950 года. Уволившись в запас, трудоустроился на Амурский судостроительный завод в городе Комсомольске-на-Амуре. Работал учеником плазового разметчика в корпусообрабатывающий цех, потом стал трудиться электриком. После завершения обучения в политехническом техникуме, получил должность мастера участка, с которой в 1986 году вышел на пенсию.
С 1994 года активно принимал участие в работе ветеранской организации. Участвовал в подготовке «Книги памяти Хабаровского края», возглавлял секцию участников войны в Совете ветеранов Центрального округа Комсомольск, занимался патриотическим воспитанием подрастающего поколения. Подготовил и опубликовал около 90 статей о. Более 30 его стихотворений посвящены заводчанам — участникам войны.
В 2017 году решением городских депутатов удостоен звания "Почётный гражданин города Комсомольска-на-Амуре".
Проживал в Комсомольске-на-Амуре. Умер 12 июля 2018 года.

## Награды и звания
- Орден Отечественной войны II степени
- Медаль «За боевые заслуги»
- Медаль «За победу над Германией в Великой Отечественной войне 1941—1945 гг.»
- Медаль «За победу над Японией»
- Медаль «За трудовую доблесть»
- другими медалями

- Почётный гражданин города Комсомольска-на-Амуре (2017)